# 알 루치오
앨 루시오(Al Ruscio, 1924년 6월 2일 ~ 2013년 11월 12일)는 미국의 배우이다.
세일럼에서 태어났으며 로스앤젤레스에서 사망하였다. 사인은 신부전이다.  포리스트 론 메모리얼 파크에 매장되었다.

## 출연 작품
- 윙드 크리처스 (2008년)
- 보스 (1999년)
- 파이어드 업 (1997년)
- 제7의 천국 (1996년)
- 쇼걸 (1995년)
- 햄들의 침묵 (1994년)
- 이젠 키스 안 사요 (1992년)
- 모성의 승리 (1991, Stop at Nothing)
- 데드 싸일런스 (1991년)
- 비공개 (1991년) - 벤 솔트맨 역
- 대부 3 (1990년)
- 케이지 (1989년)
- 로메로 (1989년)
- 최후의 결전 (1988년)
- 레이디 스카페이스 (1988, Lady Mobster)
- 톱니 바퀴의 칼날 (1985년)
- 스토니 (1983년)
- 헌터 (1980년)
- 더티 파이터 (1980년)
- 천국의 문(영어판) (1979년)
- 피터 건 (1958년)

### 텔레비전
- 전쟁과 추억 (1988년)
- 총알탄 사나이 - TV 시리즈 (1982년)
- 코작 (1973년)
- 우리 생애 나날들 (1965년)
- 추격 (1959년)
- 보난자 (1959년)
- 미녀 첩보원 (1985-87, Scarecrow and Mrs. King)
- 선셋 77번가 (1958년)